# Esther Gretor
Esther Gretor (geborene Kaae; * 1887 in Kværndrup auf Fünen; † 15. August 1977) war eine dänische Schriftstellerin.

## Leben
Esther Kaae heiratete 1922 den Journalisten Georg Gretor (1892–1943), der seine Jugendjahre im Haushalt von Käthe Kollwitz in Berlin-Prenzlauer Berg verbracht hatte, nach der Heirat aber mit ihr nach Dänemark zog. Dort arbeitete ihr Mann zunächst als Journalist für deutsche Zeitungen. Ab 1927 lebten die beiden wieder in Deutschland, nach der Machtübertragung an die Nationalsozialisten kehrten sie 1933 endgültig nach Dänemark zurück.
Beide Gretors waren aktiv im Kampf gegen den Nationalsozialismus, vor allem publizistisch, aber auch durch direkte Unterstützung von nach Dänemark emigrierten Antifaschisten, die sie in ihrem Haus Jenrikhus in Frederikssund aufnahmen. Auch in der Kampagne für den inhaftierten Carl von Ossietzky, die letztlich 1936 zur Verleihung des Friedensnobelpreis an ihn führte, waren sie engagiert; Esther Gretor übersetzte die von dem Österreicher Kurt Singer (eigentlich Kurt Deutsch; 1911–2005) in Schweden verfasste erste Ossietzky-Biographie ins Dänische.
Im Jahr 1943 veröffentlichte Esther Gretor ihr erstes Kinderbuch unter dem Titel Kippe Ko. Das von Orla Gettermann (1912–1996) illustrierte Bilderbuch über die eigensinnige Kuh Kippe wurde in mehrere Sprachen übersetzt; die englische Übersetzung (Kippie the Cow) besorgte (der inzwischen in den USA lebende) Kurt Singer. Es folgten einige weitere Kinderbuchveröffentlichungen.

## Werke
- Emigrant children. Kopenhagen 1936. (Manuskript)
- Kippe Ko. Kopenhagen 1943. (Illustriert von Orla Gettermann)
- Nissebogen. Kopenhagen 1945. (Zeichnungen von Hans Sørensen)
- Katten Mju. Historien om en kat. Kopenhagen 1952. (Zeichnungen von Kamma Svensson)
- Bimbo. Grafisk Forlag, Kopenhagen 1957.

als Übersetzerin:
- Kurt Singer: Carl von Ossietzky. Frihedshelten i Koncentrationslejren. Kopenhagen 1936.